# フジヤマディスコ
『フジヤマディスコ』（FUJIYAMA DISCO）は、2017年3月1日に発売されたSILENT SIREN通算12枚目のシングル。

## 解説
前作『alarm』から1年5か月ぶりとなるシングル。本作より所属レーベルがユニバーサルミュージック内の「EMI Records」に移り、バンド名表記がSilent Sirenから「SILENT SIREN」に変更された。レーベル移籍により新たに作られたロゴマークは山内あいながデザインしたもので「ポップさもあってかっこいいロゴにしたかった」と「ミーティア」のインタビューで説明している。
本作はSILENT SIREN（以下、サイサイと略す）初の4曲入りシングルで、4曲すべてにタイアップが付いている。表題曲「フジヤマディスコ」は今までのサイサイには出来なかったタイプの楽曲で、歌詞を聴いてもらえたら意思がちゃんと伝わるんじゃないかなと思いこの楽曲をリード曲にしたという。なお、タイトルがすべて片仮名表記となったシングルは『ハピマリ』（2015年6月3日発売）以来である。
前所属レーベルであったドリーミュージック時代の楽曲を網羅したセレクションアルバム『Silent Siren Selection』と同時発売。

## 販売形態
- 初回限定盤A（CD+DVD「Silent Siren 2016年末スペシャルライブ Dream on！」12/30(金) 映像&ライブドキュメント映像を収録）：UPCH-89317
- 初回限定盤B（CD+DVD 「フジヤマディスコ」MV＆メイキング映像を収録）：UPCH-89320
- 通常盤（CDのみ）：UPCH-80458
- ファンクラブ盤（CD+DVD メンバー同士の１対１対談「サシトーク！」全6通りを収録+ビジュアルブック）：PDCN-5905

## 収録曲
- 特記の無い限り、全作曲・編曲：クボナオキ

### CD
1. フジヤマディスコ
作詞：すぅ
  - フジテレビ系『佳代子の部屋〜真夜中のゲーム会議〜』オープニングテーマ
  - 『COUNT DOWN TV』（TBS系）2017年3月期エンディングテーマ
2. Love Balloon
作詞：ゆかるん
  - ルミカ『キミは何色?』編CMソング[4]
3. Pandora
作詞：すぅ　歌詞プロデュース：いしわたり淳治[5]　作曲・編曲：クボナオキ サウンドプロデュース：鈴木秋則
  - Friend-Ship Project『こんにちは、女優の相楽樹です。』（テレビ東京）主題歌[5]
4. Days.
作詞：すぅ
  - ハウステンボス『チューリップ祭スペシャルウィーク』CMソング

### DVD（初回限定盤A）
1. 八月の夜
2. ストロベリームーン
3. What show is it?
4. ぐるぐるワンダーランド
5. チェリボム

## カバー
- Merm4id［瀬戸リカ（平嶋夏海）、水島茉莉花（岡田夢以）、日高さおり（葉月ひまり）、松山ダリア（根岸愛）］ - ゲーム『D4DJ Groovy Mix』に収録（2020年10月追加)[6]。